# 2.2.2-propelan
[2.2.2]Propelan (systematicky tricyklo[2.2.2.01,4]oktan) je organická sloučenina patřící mezi propelany, se vzorcem C2(C2H4)3. Molekula obsahuje tři kruhy, tvořené čtveřicemi atomů uhlíku, s jednou společnou vazbou C–C.
Tato sloučenina je, i když o něco méně než [1.1.1]propelan, nestabilní.
Tato látka má výrazné úhlové napětí: tři vazebné úhly mají velikost přibližně 90° a další tři 120°. Energie napětí se odhaduje na 390 kJ/mol.

## Příprava
[2.2.2]Propelan byl poprvé připraven v roce 1973.

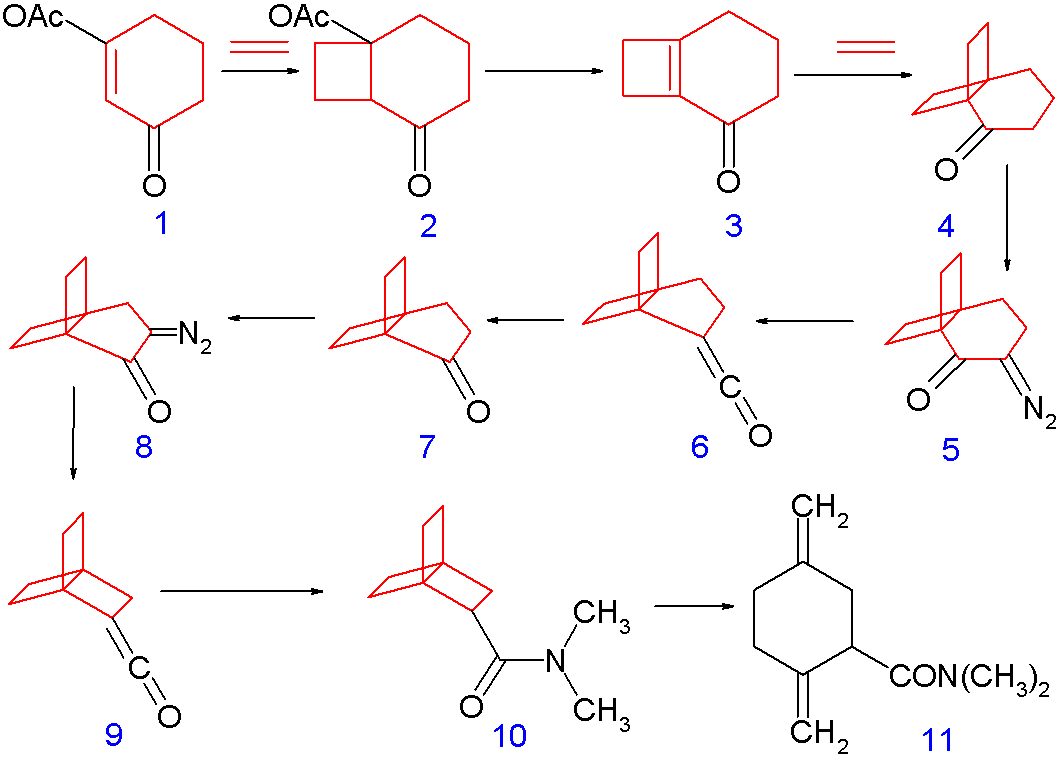
Příprava [2.2.2]propelanu

Prvním krokem je fotochemická [2+2]cykloadice ethenu na derivát cyklohexenu 1 za vzniku bicyklické sloučeniny 2, poté následuje eliminační reakce s terc-butoxidem draselným a kyselinou octovou na cyklobutenovou sloučeninu 3. Po další cykloadici ethenu se vytvoří meziprodukt 4, jenž je deprotonací kyselinou octovou a methoxidem sodným a reakcí s tosylazidem převeden na diazoketon 5. Tento keton se Wolffovým přesmykem mění na keten 6. Ozonolýza způsobí vytvoření ketonu 7 a další diazotací vznikne diazoketon 8, z něhož se Wolffovým přesmykem stává keten 9. Reakcí s dimethylaminem se nakonec utvoří [2.2.2]propelan s navázanou dimethylamidovou skupinou 10.
Produkt 10 se v roztoku samovolně izomerizuje na monocyklický amid 11, s poločasem (za pokojové teploty) 28 minut.

## Deriváty
Je popsán i vysoce fluorovaný derivát [2.2.0]propelanu.